# 特魯希夫齊
49°11′35″N 32°23′47″E / 49.19306°N 32.39639°E

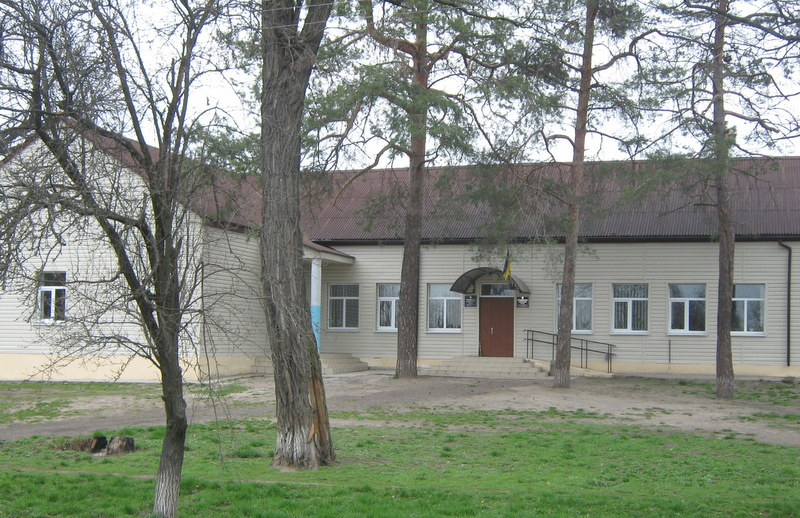

特魯希夫齊（羅馬化：Trushivtsi）是位於烏克蘭中部切爾卡瑟州切爾卡瑟區奇希林市鎮的村莊。該村始建於十六世紀，面積7.88平方公里，海拔高度105米，2023年人口931。